# Стимфалски птици
Стимфалските птици са древногръцки митични създания, които, според легендата за тях, се настаняват на брега на Стимфалското езеро в Аркадия и скоро се размножават твърде много, превръщайки се в истинско бедствие за околните селища и съсипвайки стопанствата им. 

Според александрийския писател Мнесей, ученик на Ератостен, всъщност това не са птици, а местни млади жени (дъщери на тамошния цар, внук на Аркас и Калисто, на име Омфал - основател на едноименния град - и на Орнита) и вероятно жрици на богинята Артемида, чийто храм се намира на бреговете на езерото (наричано и блато заради сезонните си пресъхвания), които се отнасят негостоприемно с героя и затова той ги избива и прогонва. В същия храм има различни групи фигури, които ги изобразяват - едната отчасти антропоморфна.

## Легенда за птиците
След като научава за злочестините им, цар Евристей - владетел на Тиринт и Микена, изпраща роба си Херкулес да помогне на поданиците на Стимфал, с тайната надежда той да не се завърне жив (тъй като след изтичането на срока на робството си би могъл да му оспори властта - тъй като са потомци на героя Персей и основно интригите на Хера са причината от тях по-висшестоящият да е Евристей).
Скоро героят проумява, че ще му е много трудно да изпълни поръчението (6-то поред от поначало предписаните му 10, прераснали после в 12 подвизи) на господаря си, защото птиците са сякаш неуязвими за лъка му, благодарение на своите бронзови пера и медните си клюнове. 
Херкулес дълго ги изучава за да открие слабото им място и открива, че точно когато падат перата им (които те, докато летят, използват за обстрел над стоящите долу) е възможно да бъдат убити - преди да им пораснат нови пера. В някои версии на легендата трясъкът на ударни инструменти е достатъчен за да си отидат и не става нужда да се убиват. Според други, по съвет на богинята Атина Херакъл използва медни тимпани или местен вид кречетало, известно като "кротал" (подобно на кастанети) за подплаши съществата и наистина всява ужас у тях. Когато те се разлитат, героят вдигна щита над главата си и техните пера-стрели не го поразяват - той само изчаква да утихне свистенето им и веднага отмята щита и се залавя да стреля по тях с отровните си (благодарение на полепналата по тях кръв/отрова на Лернейската хидра) стрели. Част от птиците (според Псевдо-Аполодор - голяма) загиват, а другите отлитат и намират убежище в Понт или в Арабия. По-късно срещу тях се бият и аргонавтите, водени от Язон, които посъветвани така от Финей ги прогонват също със силен шум.

## Стимфалийските птици в изкуството
- Стимфалийските птици - картина на Христофорос Сава
- Вероятно вдъхновени от митологическите истории за зловещите птици са новела на Дафни дю Мюрое и филм на Афред Хичкок - и двете със заглавие "Птиците".